# Fort Diamant

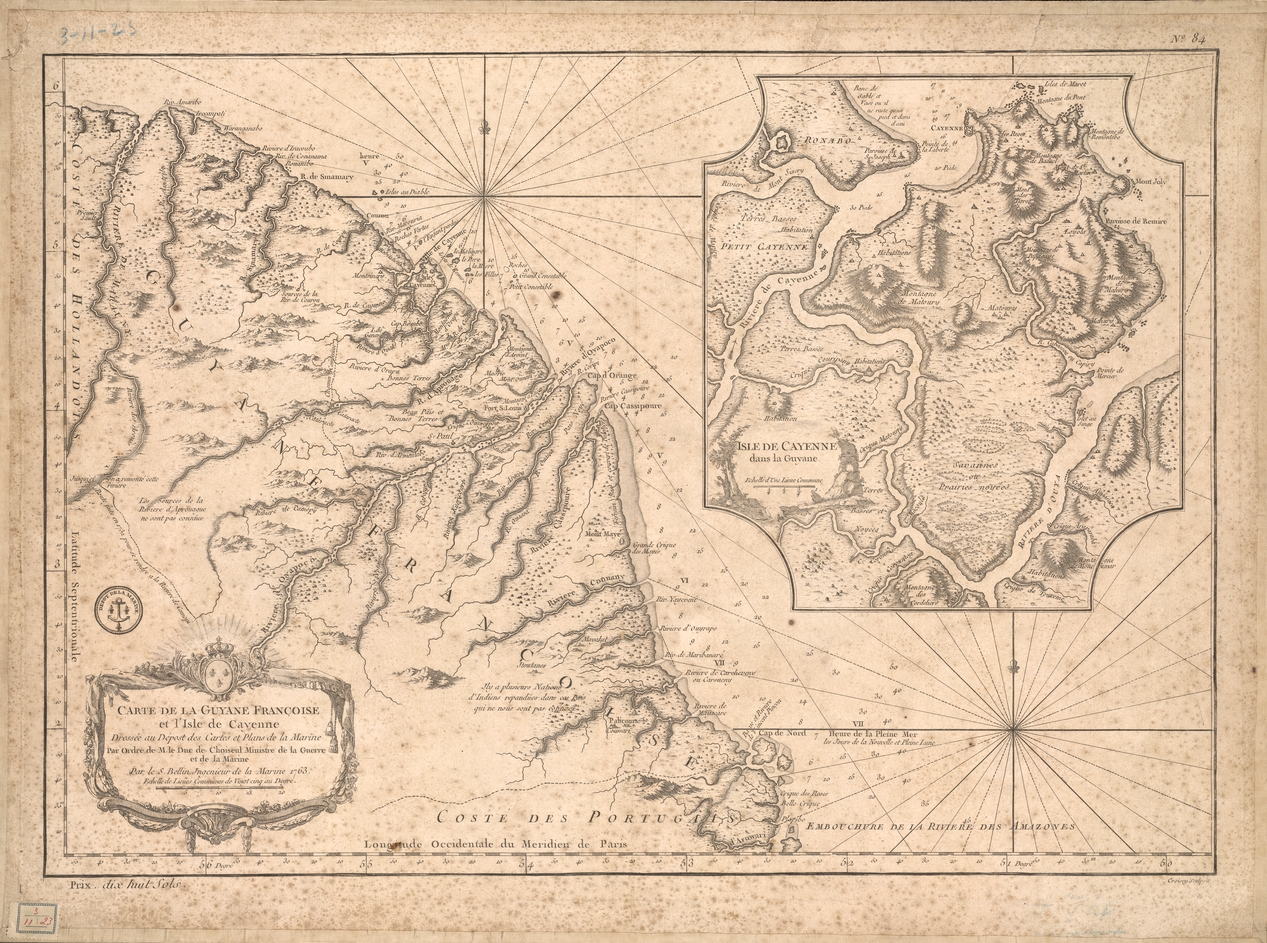
"Carte de la Guyane françoise et l'isle de Cayenne" (Bellin, 1763).

O Fort Diamant localiza-se em Caiena, na ilha de mesmo nome, na comuna de Rémire Montjoly, na Guiana Francesa.

## História
Em posição estratégica na altura da foz do rio Mahury, teve papel de destaque quando da invasão da Guiana Francesa por forças portuguesas em 1809. Esteve ocupada até à retirada das mesmas em 21 de novembro de 1817.
O atual forte foi iniciado em 1840 e concluído em 1849. Perdida a sua função estratégica, no contexto da Segunda Guerra Mundial (1939-1945) voltou a ser reguarnecido.
Encontra-se classificado como "Monumento Histórico" por legislação de 14 de maio de 1980. Sofreu intervenções de conservação e restauro em duas etapas:
- de 1985 a 1988, procedeu-se à recuperação do través e a instalação de uma passarela;
- de 1998 a 2001, à restauração do interior do través e das muralhas exteriores.

Atualmente pertence ao Département de la Guyane, responsável pelos trabalhos de restauração. Encontra-se em bom estado de conservação, aberto ocasionalmente ao público e a visitas pedagógicas por grupos escolares.

## Características
Apresenta uma planta compacta com 150 metros quadrados, implantada num terreno de 3600 metros quadrados, composta por:
- uma bateria em forma de meia-lua pelo lado do mar;
- um redente em forma de "V" pelo lado de terra (o Mont Mahury); e
- uma través casamatado com nove células entre os espaços exteriores.